# Erin Sterkenburg
Erin Sterkenburg (* 20. März 2003) ist eine südafrikanische Sportkletterin.

## Kindheit und Ausbildung
Sterkenburg begann das Klettern im Jahr 2017 und konnte seitdem mehrere nationale Jugend-Meisterschaften gewinnen. Sie tritt für die South African National Climbing Federation (SANCF) an.

## Karriere
Bei den Afrika-Meisterschaften 2020 konnte sie die Kombination gewinnen und qualifizierte sich so für die Olympischen Spiele 2020 in Tokio. Dort erreichte sie in der Qualifikation den 20. Platz und verpasste so die Qualifikation für das Finale.